# Big Drift

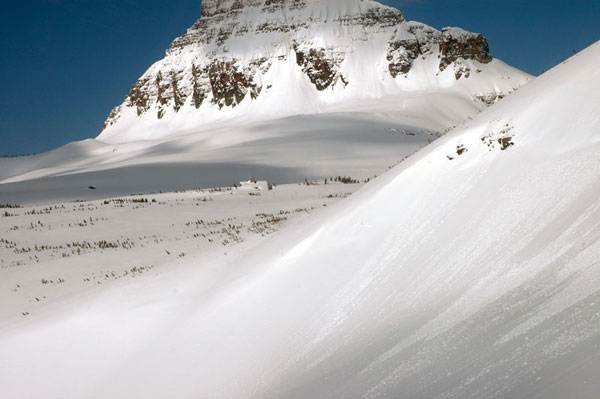
Le Big Drift photographié le 23 mars 2006

Le Big Drift est le nom donné à un endroit situé sur le versant oriental du col de Logan le long de la Going-to-the-Sun Road dans le Montana aux États-Unis où d'énormes quantités de neige peuvent s'accumuler en hiver. L'épaisseur de neige peut ainsi atteindre les 30 mètres. La neige du versant occidental de la montagne est poussée par les vents avant de s'accumuler sur le versant oriental. Il s’agit en fait d'une sorte de congère géante.
Au printemps, des équipes doivent enlever la neige pour pouvoir rouvrir la route à la circulation. Le déneigement des portions de la route (85 km) en basse altitude commence au début avril. Les portions hautes du col de Logan et notamment le Big Drift ne sont dégagées que vers la fin du mois de mai. Il faut plusieurs semaines pour dégager cette portion de route qui fait pourtant moins de 2 km. Différents engins de génie civil (certains pouvant déplacer jusque 4 000 tonnes de neige par heure) sont utilisés pour enlever la neige. Des explosifs sont également utilisés pour supprimer les risques d’avalanches. Le col et la maison du tourisme qui s'y trouve peuvent ainsi être atteints par véhicules dès le mois de juin par les visiteurs.